# Agnes Denes

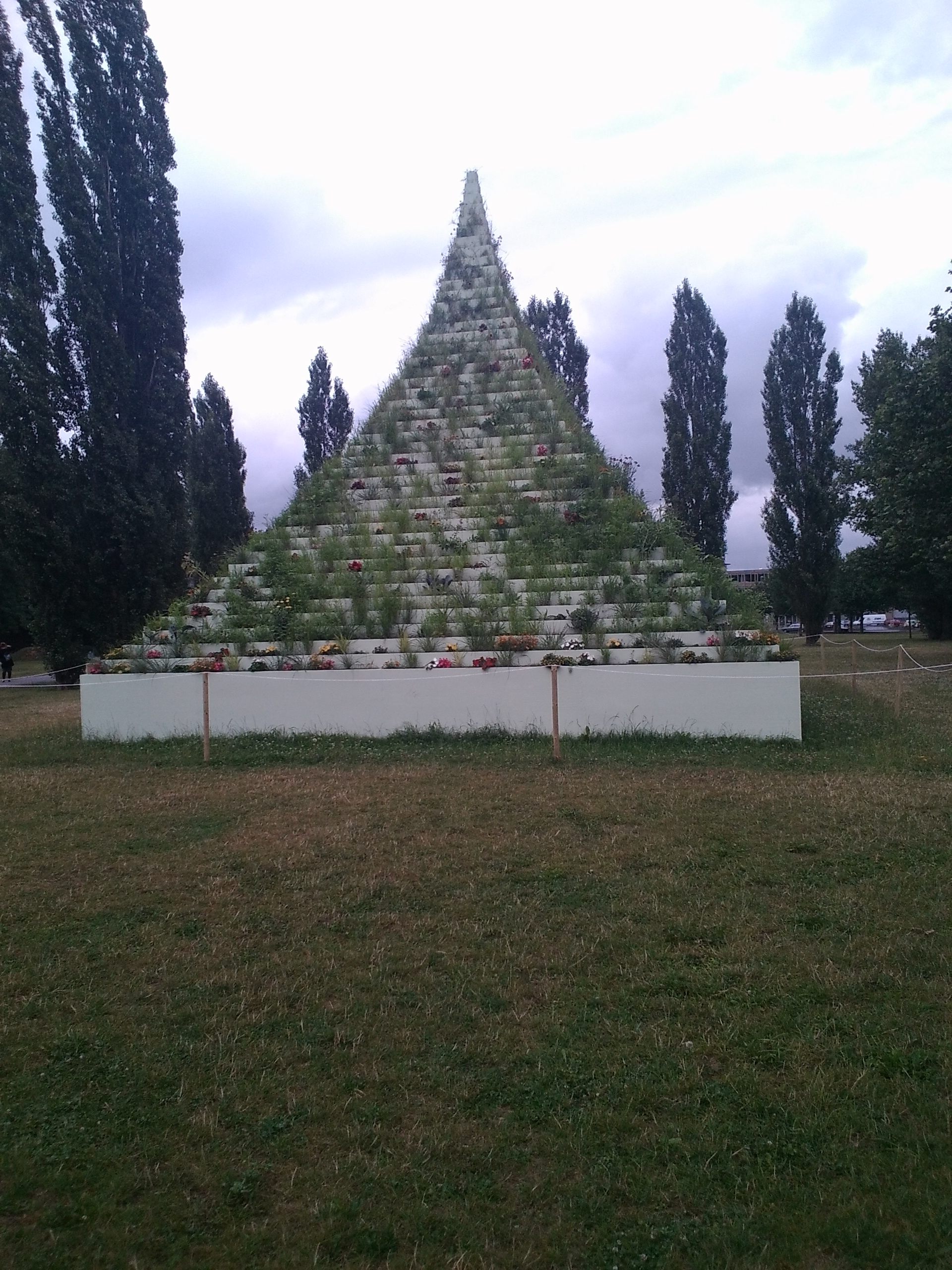
The Living Pyramid, documenta 14, Kassel

Agnes Denes (* 1931 in Budapest, Königreich Ungarn) ist eine US-amerikanische Künstlerin. Die Konzeptkünstlerin erforscht Wissenschaften und übersetzt ihre Beobachtungen in bildende Kunst. Denes ist eine Pionierin der Landart.

## Ausbildung
Die Familie von Agnes Denes emigrierte während des Zweiten Weltkriegs nach Schweden. Von dort zog sie in die USA und studierte von 1959 bis 1963 an der New School for Social Research in New York City und von 1961 bis 1962 am City College in New York. Von 1964 bis 1966 war sie Dozentin an der Columbia University.

## Lehrtätigkeit
Von 1974 bis 1979 war Agnes Denes Dozentin an der School of Visual Arts in New York. 1976 lehrte sie am San Francisco Art Institute und 1979 an der School of Painting and Sculpturein Skowhegan. 1978 erhielt sie das Berlin-Stipendium des Deutschen Akademischen Austauschdienstes. 1980 war sie Fellow des Center of Advanced Visual Studies am Massachusetts Institut of Technology in Cambridge und anschließend Resident Fellow/Visiting Artist am Courrant Institut an der New York University. 1986 war sie Professorin an der Universität Genua. 1988 hielt sie das Environmental Arts Workshop an der Art School in Hartford ab und unterrichtete 1991 an der School of Architekture an der University of Pennsylvania. 1994 war sie Resident Fellow am Studio for Creative Inquiry an der Carnegie Mellon University in Pittsburgh. Denes erhielt 1994 die Ehrendoktorwürde für Bildende Kunst vom Ripon College in Wisconsin(USA). 1997 hielt sie im Rahmen der Sommer-Akademie in Salzburg ein Seminar ab. Von 1997 bis 1998 war sie Gastprofessorin an der American Academy in Rome und wurde mit dem Rom-Preis ausgezeichnet.

## Künstlerisches Werk
Agnes Denes ist eine Pionierin der ökologischen Kunst. Um kulturelle, soziale und Umweltfragen anzusprechen, kombiniert sie Kunst mit Wissenschaft, Mathematik, Philosophie und Sprache. Agnes Denes Zeichnungen werden aufgrund dieser Kombinationen und der Visualisierung von Ideen als Visionen des Universums auch mit Leonardo da Vincis Zeichnungen gleichgestellt. Bereits in frühen Werken wie Haiku Poetry Burial, Rice Planing and Tree Chaining von 1968 in Sullivan County in New York arbeitete sie mit Metaphern von Wachstum und Veränderung. In Projekten der Reklamation zerstörter Landschaften wie Tree Mountain – A Living Time Capsule von 1996 in der Pinziö-Kiesgrube in Ylöjärvi in Finnland findet dies, auf eine Langzeitwirkung von 400 Jahren abgestimmt, einen greifbaren Ausdruck. Mit Stelae – Messages from Another Time – Discoveries of Mind and Peoples von 1986 in Genua dreht sie das Zeitkonzept um. Eine vorgeblich im Jahre 6000 ausgegrabene, 4000 Jahre alte, also aus dem Jahr 2000 stammende, Marmortafel mit der Darstellung von wissenschaftlichen Errungenschaften werden der heutigen Menschheit angeboten, um ihr eine zweite Chance zur Einschätzung ihres Wissens- und Wertesystems zu geben. Die Arbeit In Wheatfield – A Confrontation von 1982 im New Yorker Battery Park Landfill findet die Gegenüberstellung von Agrarland und Stadtraum durch die Pflanzung und Ernte eines Weizenfeldes auf dem Fundamentenaushub des World Trade Centers in Manhattan ihren deutlichsten Ausdruck. In ähnlichen Aufträgen zur Gestaltung von Landaufschüttungen wie am North Waterfront Park Master Plan von
1991 in Berkeley integriert sie auch Naturschutzgebiete, die Agnes Denes z. T. direkt mit Kunst- und High-Tech-Objekten konfrontiert.
Künstlerisch ähnlich arbeitet Agnes Denes in ihren Arbeiten Circle of Megaliths with Sundial von 1990 in Columbus in Ohio am International Center for the Preservation of Wild Animals. Agnes Denes verwendet in ihren Arbeiten eine Vielzahl von Techniken und Materialien u. a. Malerei, Zeichnung, Skulptur, Fotografie, Poesie und Musik, aber auch Umweltgeräusche. 2017 schuf Agnes Denes für die documenta 14 im Kasseler Nordstadtpark die Skulptur The Living Pyramid. Die Bepflanzung wurde am Ende der Kunstausstellung verschenkt. Von Oktober 2019 bis März 2020 fand unter dem Titel Absolutes and Intermediates eine große Retrospektive ihrer Werke in dem New Yorker Kunst- und Kulturzentrum The Shed statt.
Denes stellte u. a. im Museum of Modern Art (MoMA), dem Metropolitan Museum of Art und dem Whitney Museum in New York aus.
Denes lebt in New York City.

## Landart Arbeiten
- „Rice/Tree/Burial – The Time Capsule“, 1977–1979, Artpark Lewiston, New York, USA
- „Wheatfield – A Confrontation“ (1982) – ein ca. 8000 m² großes Weizenfeld in Downtown Manhattan, New York, USA
- „Tree Mountain – A Living Time Capsule“ (1996) in Ylöjärvi, Finnland
- „Nieuwe Hollandse Waterlinie“ (2000)
- The Living Pyramid (2015/2017), New York/Kassel

## Auszeichnungen
- 1975 bis 1976 International Women’s Arts Festival Stipendium
- 1982 Ann and Donald McPhail Award des Print Club, Philadelphia
- 1990 Eugene McDermott Achievement Award
- 1999 Watson Award for Transdisciplinary Achievement in the Arts, Carnegie Mellon University

## Ausstellungen
- 1977: documenta 6, Kassel
- 1978: Biennale di Venezia, Venedig
- 1980: Biennale di Venezia, Venedig
- 1992: Hot/Cold Earthship with Heartbeat, Helsinki
- 1992: Museum of Contemporary Art, Tampere
- 2001: Biennale di Venezia, Venedig
- 2017: documenta 14, Athen, Kassel
- 2019–2020: The Shed, New York City
- 2023: Agnes Denes. Early Work, Galerie im Körnerpark, Berlin (im Rahmen der Kooperationsausstellung „If the Berlin Wind Blows My Flag“)